# مروان السباعي
مروان السباعي (14 مارس 1962 - 21 يناير 2022)، هو ممثل سوري من مواليد مدينة دمشق، أدى الكثير من الأدوار الفنية التمثيلية والمسرحية والسينيمائية والتلفزيونية. خريج كلية الأدب الإنجليزي، واشتهر بشخصية أبو لطفي الذي جسدها في مسلسل «ليالي الصالحية».

## وفاته
توفي يوم 21 يناير 2022م عن عمر ناهز 60 عاما.

## من أعماله
- الانتظار (مسلسل) 2006.
- ليالي الصالحية (مسلسل) 2004.
- أبو المفهومية (مسلسل) 2003.
- الرحيل إلى الوجه الآخر (مسلسل)2002.
- عمر الخيام (مسلسل) 2002.
- (مرايا 2001).
- سحر الشرق (مسلسل) 2001.
- مقامات بديع الزمان الهمذاني (مسلسل) 2001.
- حكايا (مسلسل) 2000.
- دنيا (مسلسل) 1999.
- رمح النار (مسلسل) 1999.
- لوين (مسلسل) 1999.
- عودة غوار: الأصدقاء (مسلسل) 1998.
- مرايا 99.
- الأخوة ج2 1997.
- مرايا 98.
- أحلام أبو الهنا (مسلسل) 1996.
- قلعة الفخار (مسلسل) 1995.
- يوميات مدير عام ج1 1995.
- نهاية رجل شجاع (مسلسل) 1994.
- أبناء وأمهات (مسلسل) 1993.
- الجذور لا تموت (مسلسل) 1993.
- اختفاء رجل (مسلسل) 1992.
- الدغري (مسلسل) 1992.
- سكان الريح (مسلسل) 1992.
- الخشخاش (مسلسل) 1991.
- أيام الخوف (مسلسل) 1991.
- سحبان السرحان (مسلسل) 1991.
- الرجل الأخير (مسلسل) 1989.
- الغيوم البيضاء (مسلسل) 1988.
- حارة نسيها الزمن (مسلسل) 1988.
- دائرة النار (مسلسل) 1988.
- دكان الدنيا (مسلسل) 1988.
- بهلول (مسلسل) 1987.
- نساء بلا اجنحة (مسلسل) 1987.
- وداعا .. زمن الصمت 1986.
- عريس الهنا (مسلسل) 1984.
- الأجنحة (مسلسل) 1983.
- يوميات ظريفة (مسلسل) 1982.
- عز الدين القسام (مسلسل سوري) 1981.
- حكم العدالة - (مسلسل اذاعي) 1977.
- رحلة المشتاق (مسلسل) 1977.
- النهاية (سهرة تليفزيونية).